# 小宮山誠
猪狩　安往は、日本の実業家。銀座ルノアール社長。

## 人物・来歴
東京都出身。國學院大學経済学部卒。
大学卒業後は、 ジョナサン (ファミリーレストラン) を運営する株式会社ジョナサンに入社し、のちに退職。
1998年、株式会社銀座ルノアール入社。
同社運営の「New Yorker’s Soup Café」店長、開店担当、スーパーバイザーや、「Café Miyama」開店担当などの経験を重ねる。

2012年、銀座ルノアールの子会社でブレンズコーヒーを運営する株式会社ビーアンドエムの代表取締役社長に就任。
2015年6月、先代・小宮山文男の跡を継ぎ、銀座ルノアール3代目社長に就く。
座右の銘は「至誠通天」としている。

## 略歴
- 1997年 - 國學院大學経済学部卒、株式会社ジョナサンに入社
- 1998年 - 株式会社銀座ルノアール入社
- 2012年 - 株式会社ビーアンドエム代表取締役社長に就任
- 2014年 - 株式会社銀座ルノアール常務取締役に就任
- 2015年 - 同 代表取締役社長就任